# 西村区
西村区，广州市一个已取消的区。

## 历史沿革
1951年5月三元里区、南岸区撤销并入西村区。1951年10月，广州市七个郊区调整为四个郊区，分别为白云区、芳村区、西村区、新滘区。1952年9月，长寿区、荔湾区与西村区之一部分并成西区。1953年5月，西村区撤销并入白云区。